# Thorvald Boeck
Thorvald Boeck, född den 15 augusti 1835 i Kristiania (nuvarande Oslo), död där den 21 april 1901, var en norsk bibliofil, son till Christian Boeck, bror till Jonas Axel Boeck.
Boeck blev 1860 juris kandidat och inträdde senare i kyrkodepartementet, där han blev fullmäktig. Han samlade ett av de största bibliotek, som funnits i Norge hos en enskild person, på 30 000 band, vilket efter hans död förvärvades av Videnskabsselskabet i Trondhjem.